# Protea madiensis
Protea madiensis (лат.) — крупный кустарник или небольшое дерево, вид рода Протея (Protea) семейства Протейные (Proteaceae), произрастающий в альпийских лугах тропической Африки.

## Ботаническое описание

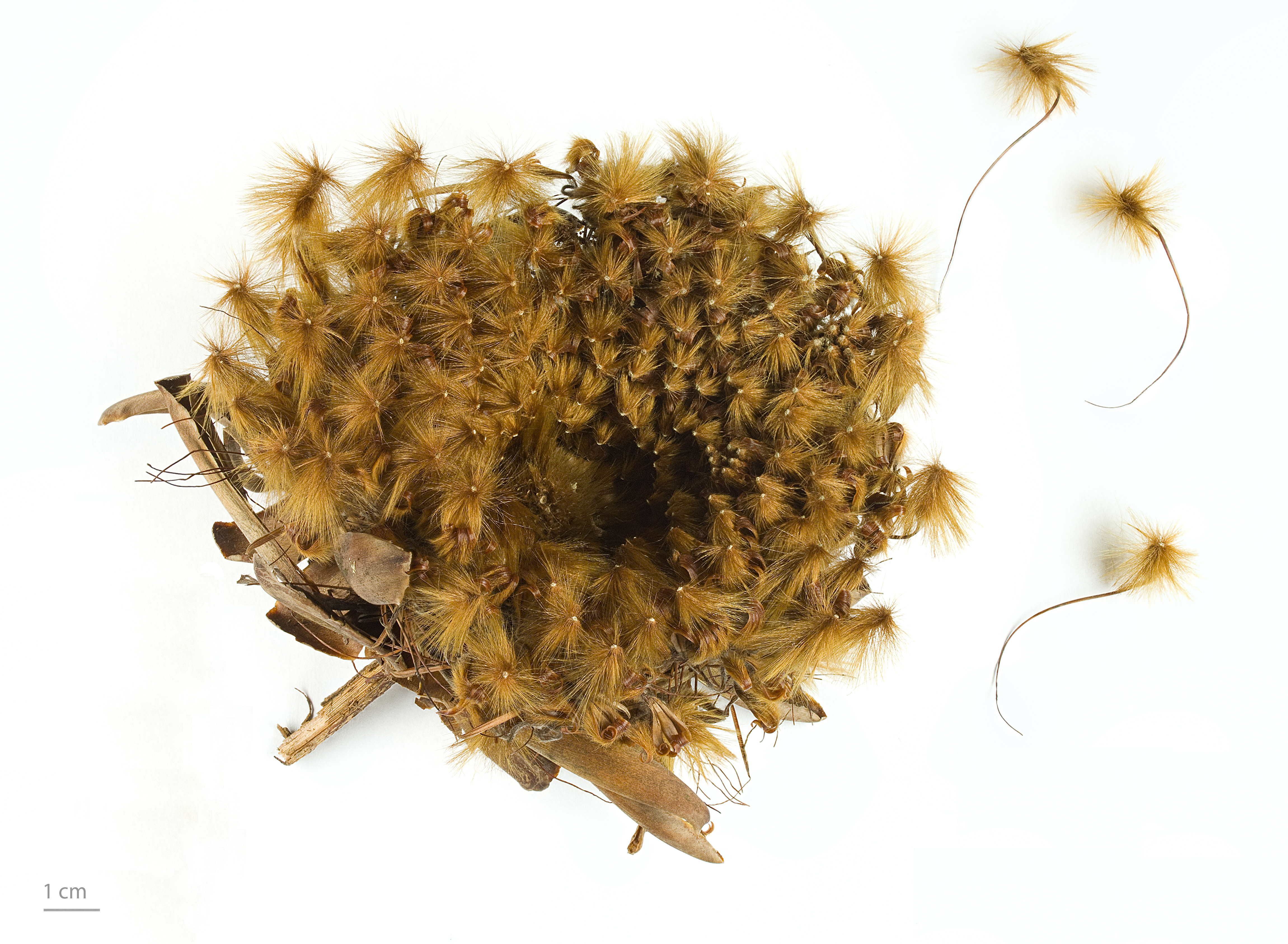
Плод и семена

Protea madiensis — раскидистый кустарник или небольшое дерево высотой 1-5 м и стволом до 12 см в диаметре. Молодые побеги сильно опушённые с коричневатыми волосками. Взрослые ветви гладкие с ржаво-красной корой. Листья вариабельные длиной 21 см и шириной 11 см опушённые или гладкие, от узкоэллиптических и узко-ланцеолатных до широкоэллиптических, широкояйцевидных и широкообратнояйцевидных. Крупные цветочные головки — более 70 мм в длину. Оборачивающие прицветники могут быть как опушёнными, так и безволосыми, и обычно немного длиннее цветков. Лепестки более 45 мм. Оборачивающие прицветники не закрываются после цветения и, таким образом, не защищают плоды, как у других видов протей.

### Подвиды
В настоящее время признаны два подвида Protea madiensis: номинальная восточная форма Protea madiensis madiensis и западная форму подвида Protea madiensis occidentalis. Подвиды неотличимы друг от друга по вегетативным характеристикам; вместо этого два таксона можно различить по двум деталям цветочных частей:
- P. madiensis subsp. madiensis Oliv. — этот подвид первоначально считался распространённым от Сенегала до Эфиопии на севере, Анголы, Малави, Мозамбика и Замбии на юге[2][6][7]. Деревья, растущие на юге Нигерии, также считаются принадлежащими к номинированной форме[2][6]. Он очень изменчив в своем диапазоне по форме и форме листьев[2][7].
- P. madiensis subsp. occidentalis (Beard) Chisumpa & Brummitt — первоначально описан как произрастающий в районе от Гвинеи до Мали на севере, на юге до Сьерра-Леоне, Бенина и Камеруна[3][7]. Подвид симпатрический номинированной форме во всем диапазоне последней. Согласно Бёрду в его первоначальном описании таксона в 1963 году как P. occidentalis, вида, независимого от P. madiensis, он в первую очередь отличается от номинантной формы тем, что венчик, включая внешние доли, короче, менее 1,5 см, и цветочная трубка, в которую превратился цветок, гладкая или реснитчатая, в отличие от полностью опушённой у Protea madiensis madiensis[7].

## Таксономия
Protea madiensis был впервые описан как новый вид в публикации 1875 года Лондонского Линнеевского общества (прочитанной перед обществом в 1871 году) Дэниэлом Оливером, который описал новый таксон из экземпляра, привезённого из экспедиции Спика и Гранта, чтобы найти исток Нила. Этот образец был собран Джеймсом Огастесом Грантом в декабре 1862 года, когда растения были в полном цветении, в местечке под названием «Мади» (от южносуданского племени мади), от которого был образован видовой эпитет. Грант отметил в своих записях, что впервые столкнулся с этим видом именно здесь.
Синоним Protea bequaertii был описан на основе образца из Бельгийского Конго.
В первой половине XX века ботаники считали, что в Западной Африке одновременно встречаются четыре разных вида Protea: P. argyrophaea, P. elliottii, P. madiensis и P. occidentalis. P. argyrophaea — это название небольшого кустарникового растения с серебристо-белыми прицветниками, обрамляющими соцветие, в отличие от розоватого, которое приписывали P. madiensis Хатчинсон и Далзил в то время (1954). В 1963 году Джон Стэнли Бёрд синонимизировал первые три таксона под самым старым названием P. madiensis.

## Распространение и местообитание
Protea foliosa — один из наиболее распространённых видов протей в тропической Африке, произрастает на альпийских лугах.

## Охранный статус
Международный союз охраны природы классифицирует природоохранный статус вида как «вызывающий наименьшие опасения».